# Selenicereus rubineus
Selenicereus rubineus ist eine Pflanzenart in der Gattung Selenicereus aus der Familie der Kakteengewächse (Cactaceae). Das Artepitheton rubineus stammt aus dem Lateinischen, bedeutet ‚rubinrot‘ und verweist auf die Farbe der Blütenhüllblätter an ihrer Basis.

## Beschreibung
Selenicereus rubineus wächst ausgebreitet bis kletternd mit reich verzweigten, hellgrünen, glatten und weiß punktierten Trieben von 3 (oder mehr) Metern Länge. Ihre 4 bis 5 niedrigen Rippen sind 4 bis 5 Millimeter hoch und an den Kanten etwas gerundet. Aus den 4 bis 4,5 Zentimeter auseinander stehenden, mit weißer, krauser Wolle bedeckten Areolen entspringt ein meist einzelner, pfriemlicher, stechender Dorn von bis zu 2 Millimeter Länge.
Die Blüten sind 18 bis 19 Zentimeter lang und erreichen Durchmesser von bis zu 18 Zentimetern. Die äußeren Blütenhüllblätter sind unten rosamagentafarben und in der oberen Hälfte grünlich cremefarben und rosa überhaucht. Die inneren Blütenhüllblätter sind cremefarben bis weiß und am Grund dunkelrosa. Das Perikarpell ist mit breiten Schuppen, Dornen und cremefarbener Wolle besetzt. Die Früchte sind nicht beschrieben.

## Verbreitung und Systematik
Selenicereus rubineus ist im Süden Mexikos im Bundesstaat Oaxaca verbreitet.
Die Erstbeschreibung wurde 1993 von Myron William Kimnach veröffentlicht. Selenicereus rubineus ist ein taxonomisches Synonym von Selenicereus inermis.

## Nachweise